# Seven Lakes
Seven Lakes is een plaats (census-designated place) in de Amerikaanse staat North Carolina, en valt bestuurlijk gezien onder Moore County.

## Demografie
Bij de volkstelling in 2000 werd het aantal inwoners vastgesteld op 3214.

## Geografie
Volgens het United States Census Bureau beslaat de plaats een oppervlakte van
25,3 km², waarvan 21,2 km² land en 4,1 km² water.

## Plaatsen in de nabije omgeving
De onderstaande figuur toont nabijgelegen plaatsen in een straal van 16 km rond Seven Lakes.